# Берн, Дэвид (футболист, 1960)
Дэвид Берн (род. 11 января 1960, Гилфорд) — южноафриканский футболист и футбольный тренер английского происхождения. В 1982 и 1984 годах он был одним из лучших бомбардиров Североамериканской футбольной лиги.

## Карьера игрока

### Клубная карьера
Дэвид — сын бывшего игрока сборной Англии и «Вест Хэм Юнайтед» Джонни Берна, Дэвид родился в Англии, но вырос в Кейптауне. В 1979 году Берн переехал в Соединённые Штаты, где присоединился к «Атланта Чифс» как раз перед шоубольным сезоном 1979/80 Североамериканской футбольной лиги. Он продолжал играть за «Чифс» до 1981 года, когда перешёл в «Торонто Близзард», где сыграл один футбольный и три шоубольных сезона. Он закончил 1982 сезон девятым в списке бомбардиров. Он стал лидером лиги по голевым передачам, в то время как его товарищи по команде (и земляки) Нил Робертс и Патрик Нтсоеленгое финишировали седьмым и восьмым соответственно в рейтинге бомбардиров. Он закончил сезоны 1983 и 1984 шестым и седьмым в списке голеадоров соответственно. Берн был включён во вторую сборную лиги в 1983 и 1984 годах. Он был 35-м бомбардиром в истории лиги с 37 голами в 132 играх. Берн также играл некоторое время в Португалии. Он сыграл 14 матчей за «Эшторил-Прая» в 1983/84 сезоне и забил один гол, также провёл 19 игр и 1 гол за «Белененсиш» в 1984/85 сезоне. В 1985 году Берн подписал контракт с «Миннесота Страйкерс» из MISL и стал 11-м лучшим бомбардиром лиги в 1987/88 сезоне. В 1989 году он играл за «Торонто Близзард» в Канадской футбольной лиге и провёл два года в Американской профессиональной футбольной лиге с «Тампа-Бэй Раудис». В то же время в зимние месяцы он играл за «Балтимор Бласт» и «Уичито Уингз» из MISL. Позже он играл в ЮАР за «Хелленик» в 1994 году, а затем присоединился к «Сантос Кейптаун» в 1998/99 сезоне.

### Национальная сборная
В 1994 году Берн сыграл один матч за молодёжную сборную ЮАР в рамках квоты игроков, не входящих в возрастные рамки. Также Берн дважды вызывался в основную сборную, но так ни разу и не сыграл за команду.

## Тренерская карьера
За свою тренерскую карьеру Берн был помощником главного тренера ряда южноафриканских клубов. Первый свой опыт подобной работы он получил в «Мичау Уорриорс» в 1997 году. В 1998/99 сезоне он был играющим тренером «Сантоса». В 2001 году он стал помощником главного тренера «Блэк Леопардс», а затем в 2003 году исполнял обязанности тренера. После этого он тренировал «Авендейл Атлетико» до увольнения в ноябре 2004 года.

## Личная жизнь
Брат Давида, Марк, также бывший профессиональный игрок и тренер, работал в основном в Южной Африке, а также был тренером академии итальянского клуба «Удинезе».